# Rabobank Women Cycling Team/Saison 2012
Dieser Artikel listet die Erfolge und Mannschaft der Frauenradsportteams Rabobank Women Cycling Team in der Saison 2012 auf.

## Erfolge
Nach Ablauf der Saison 2012 führte Marianne Vos die UCI-Weltrangliste Straßenradsport der Frauen an und gewann die Einzelwertung des Rad-Weltcups der Frauen 2012. Das Team gewann die Weltcup-Mannschaftswertung und führte das UCI-Teamranking an.
| Datum              | Rennen                                                            | Kat. | Siegerin             |
| ------------------ | ----------------------------------------------------------------- | ---- | -------------------- |
| 10. März           | Ronde van Drenthe                                                 | CDM  | Marianne Vos         |
| 11. März           | Novilon Eurocup                                                   | 1.1  | Marianne Vos         |
| 25. März           | Trofeo Alfredo Binda-Comune di Cittiglio                          | CDM  | Marianne Vos         |
| 22. April          | GP Stad Roeselare                                                 | 1.1  | Annemiek van Vleuten |
| 27. April          | 1. Etappe Festival luxembourgeois du Cyclisme Féminin Elsy Jacobs | 2.1  | Annemiek van Vleuten |
| 28. April          | 2. Etappe Festival luxembourgeois du Cyclisme Féminin Elsy Jacobs | 2.1  | Marianne Vos         |
| 29. April          | 3. Etappe Festival luxembourgeois du Cyclisme Féminin Elsy Jacobs | 2.1  | Annemiek van Vleuten |
| 27.–29. April      | Festival luxembourgeois du Cyclisme Féminin Elsy Jacobs           | 2.1  | Marianne Vos         |
| 05. Mai            | Knokke-Heist - Bredene                                            | 1.2  | Liesbet De Vocht     |
| 17. Mai            | Gooik-Geraardsbergen-Gooik                                        | 1.2  | Liesbet De Vocht     |
| 25. Mai            | Parkhotel Rooding Hills Classic                                   | 1.2  | Annemiek van Vleuten |
| 26. Mai            | 7-Dorpenomloop Aalburg                                            | 1.2  | Annemiek van Vleuten |
| 10. Juni           | Emakumeen Euskal Bira 4. Etappe                                   | 2.1  | Annemiek van Vleuten |
| 14. Juni           | Rabo Ster Zeeuwsche Eilanden 3. Etappe                            | 2.2  | Iris Slappendel      |
|                    | Belgische Meisterschaft Einzelzeitfahren                          | CN   | Liesbet De Vocht     |
| 23. Juni           | Niederländische Meisterschaft Straßenrennen                       | CN   | Annemiek van Vleuten |
| 29. Juni           | Giro d’Italia Femminile 1. Etappe                                 | 2.1  | Marianne Vos         |
| 30. Juni           | Giro d’Italia Femminile 2. Etappe                                 | 2.1  | Marianne Vos         |
| 02. Juli           | Giro d’Italia Femminile 4. Etappe                                 | 2.1  | Marianne Vos         |
| 05. Juli           | Giro d’Italia Femminile 7. Etappe                                 | 2.1  | Marianne Vos         |
| 06. Juli           | Giro d’Italia Femminile 8. Etappe                                 | 2.1  | Marianne Vos         |
| 29. Juni – 7. Juli | Giro d’Italia Femminile                                           | 2.1  | Marianne Vos         |
| 19. Juli           | Tour Féminin en Limousin 1. Etappe                                | 2.2  | Marianne Vos         |
| 20. Juli           | Tour Féminin en Limousin 3. Etappe                                | 2.2  | Marianne Vos         |
| 22 Juli            | Tour Féminin en Limousin 4. Etappe                                | 2.2  | Marianne Vos         |
| 19. August         | Open de Suède Vårgårda – Eintagesrennen                           | CDM  | Iris Slappendel      |
| 19.–22 Juli        | Tour Féminin en Limousin                                          | 2.2  | Marianne Vos         |
| 25. August         | Grand Prix de Plouay                                              | CDM  | Marianne Vos         |

## Team
| Fahrer                 | Geburtsdatum      | Nationalität |
| ---------------------- | ----------------- | ------------ |
| Tatjana Antoschina     | 27. Juli 1982     | Russland     |
| Thalita de Jong        | 6. November 1993  | Niederlande  |
| Liesbet De Vocht       | 5. Januar 1979    | Belgien      |
| Sarah Düster           | 10. Juli 1982     | Deutschland  |
| Pauline Ferrand-Prévot | 10. Februar 1992  | Frankreich   |
| Lauren Kitchen         | 21. November 1990 | Australien   |
| Roxane Knetemann       | 1. April 1987     | Niederlande  |
| Iris Slappendel        | 18. Februar 1985  | Niederlande  |
| Sabrina Stultiens      | 8. Juli 1993      | Niederlande  |
| Rebecca Talen          | 27. Oktober 1993  | Niederlande  |
| Monique van der Vorst  | 20. November 1984 | Niederlande  |
| Sanne van Paassen      | 27. Oktober 1988  | Niederlande  |
| Annemiek van Vleuten   | 8. Oktober 1982   | Niederlande  |
| Marianne Vos           | 13. Mai 1987      | Niederlande  |